# Hirvensalo, Åbo
Hirvensalo med Vähä-Kulkkila är en ö i staden Åbo i Egentliga Finland. Den är den största ön utanför Åbo. År 2015 bodde cirka 9 000 invånare i öns 14 stadsdelar, främst i villor och radhus. Åbo stads delgeneralplan för Hirvensalo räknar med 15 000 nya invånare på lång sikt. På 2010-talet präglas Hirvensalos östra och mellersta delar av modern småhusbebyggelse, medan de sydvästra delarna är glesbebyggda och agrara.
Hirvensalos främsta sevärdheter är Sankt Henriks ekumeniska konstkapell (2005) i Kaistarudden och konstnären Jan-Erik Anderssons lövformade villa Life on a Leaf i Färjstranden. Den synligaste anläggningen när man närmar sig ön via Hirvensalobron är Hirvensalo skidcenter.
Öns area med sammansmälta delöar är 21,8 kvadratkilometer och dess största längd är 7,5 kilometer i öst-västlig riktning. Hirvensalo höjer sig omkring 55 meter över havsytan. I omgivningarna runt Hirvensalo växer i huvudsak barrskog.
Söder om Hirvensalo ligger två andra stora öar som tillhör Åbo, Satava och Kakskerta. Vägen till dem går genom Hirvensalo.

## Åbo stadsdelar på Hirvensalo
| - Friskala - Harlax (Haarla) - Illois (Illoinen) - Jänessaari - Kaistarudden (Kaistarniemi) | - Kukola - Färjstranden (Lauttaranta) - Maanpää - Moikois (Moikoinen) - Oriniemi | - Prästholmen (Papinsaari) - Beckholmen (Pikisaari) - Särkilax (Särkilahti) - Toijais (Toijainen) |

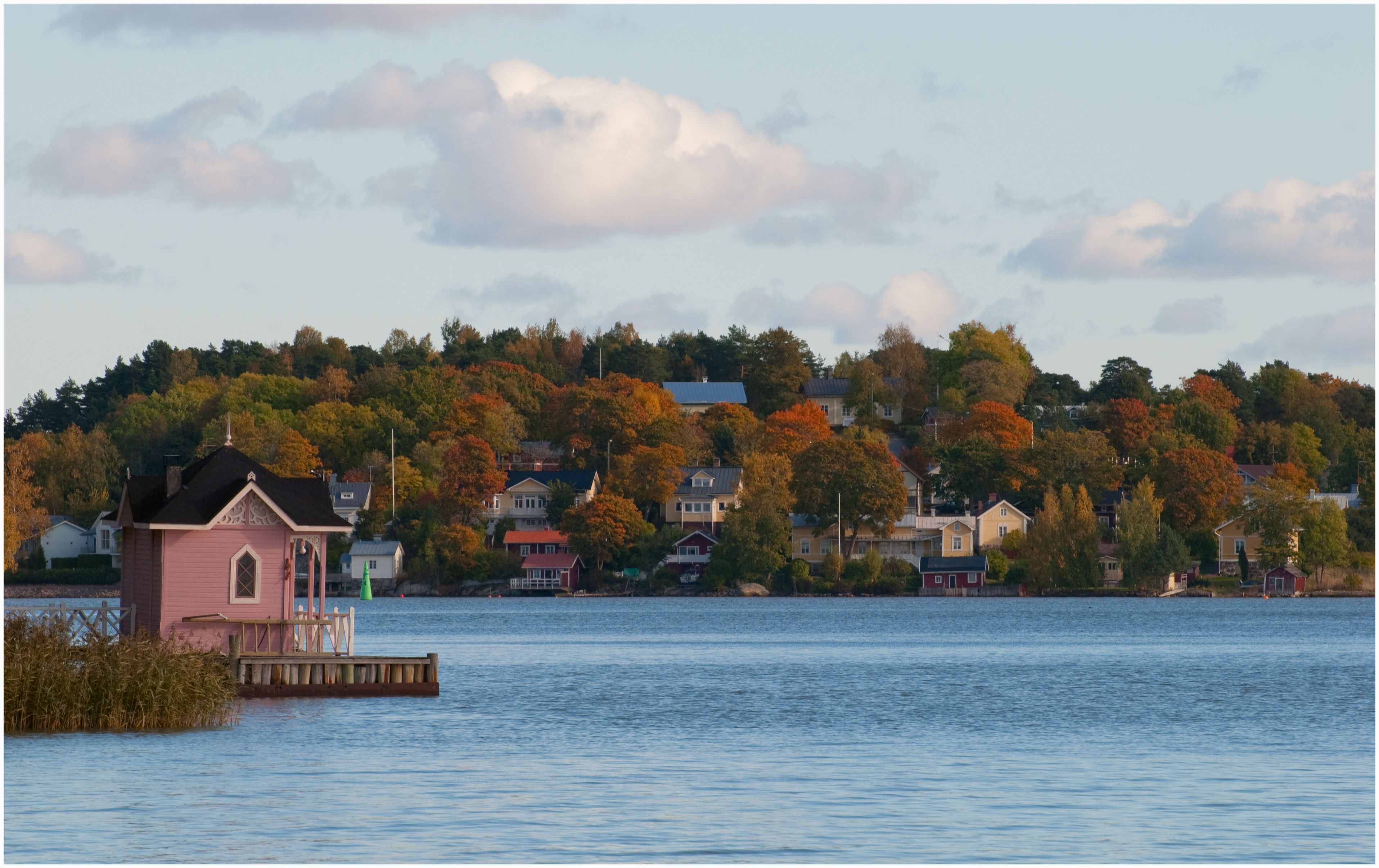
Beckholmen hösten 2009.
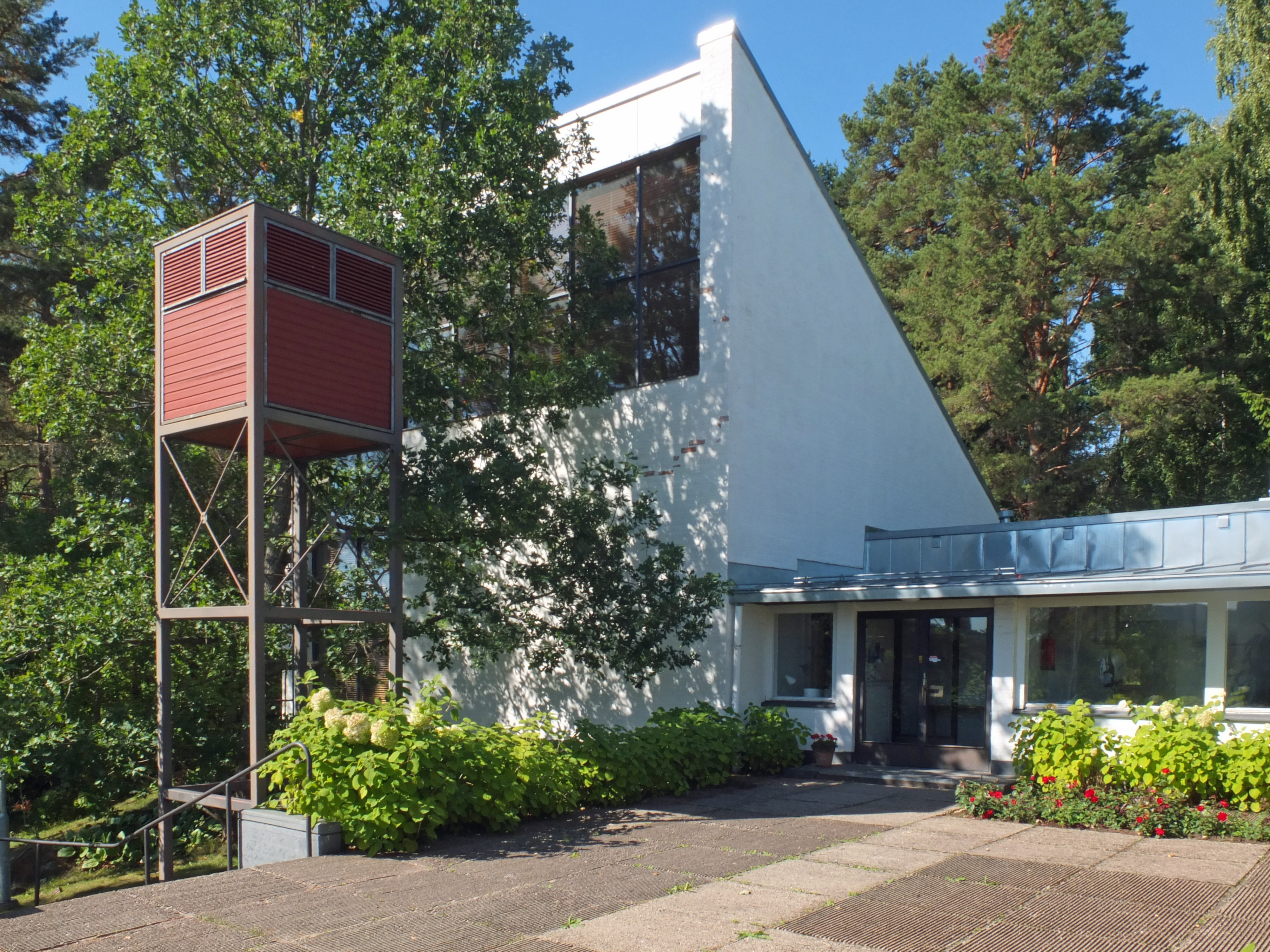
Hirvensalo kyrka

## Delöar och uddar
- Hirvensalo 60°24′06″N 22°12′38″Ö / 60.40175°N 22.21063°Ö
- Kaistarniemi 60°24′04″N 22°15′32″Ö / 60.401°N 22.25883°Ö (udde)
- Prästholmen (Papinsaari) 60°23′41″N 22°16′12″Ö / 60.39463°N 22.26987°Ö (udde)
- Pikku-Vihtilä 60°23′54″N 22°14′57″Ö / 60.39844°N 22.24908°Ö (udde)
- Oriniemi 60°23′48″N 22°09′28″Ö / 60.39658°N 22.15787°Ö (udde)
- Latokari 60°25′53″N 22°13′16″Ö / 60.43141°N 22.22102°Ö (udde)
- Laurinkärki 60°24′23″N 22°08′48″Ö / 60.40627°N 22.14658°Ö (udde)
- Tihuniemi 60°23′13″N 22°10′20″Ö / 60.38688°N 22.17227°Ö (udde)
- Vähä-Kulkkila 60°23′33″N 22°09′33″Ö / 60.39242°N 22.15916°Ö
- Kortenokka 60°23′08″N 22°12′19″Ö / 60.38551°N 22.20528°Ö (udde)